# 斑纹华鳅
斑纹華鳅（学名：Sinibotia zebra）为輻鰭魚綱鯉形目沙鳅科華鳅属的鱼类，其种加词“zebra”意为“有斑马状纹样的”。中国特有物种，為溫帶淡水魚，分布于亞洲中國珠江水系的漓江等，棲息在底層水域，生活習性不明。该物种的模式产地在广西阳朔。